# Loren Connors
Loren Connors (auch Loren Mazzacane, Guitar Roberts oder Loren Mattei, * 2. Oktober 1949 in New Haven, Connecticut) ist ein US-amerikanischer Experimental- und Improvisationsmusiker (Gitarre).

## Leben
Connors lernte als Kind Geige und Posaune, später auch Bassgitarre. Beeinflusst war er vom Gesang seiner Mutter, die bei Beerdigungen Stücke von Johann Sebastian Bach vortrug. Dies führte zur Beschäftigung mit der klassischen Musik von Giacomo Puccini und Frédéric Chopin; außerdem beeinflusste ihn Bluesmusik von Robert Pete Williams und Muddy Waters. Er studierte Anfang der 1970er-Jahre Kunst an der Southern Connecticut University und an der University of Cincinnati, bevor er sich der Musik zuwandte. 1976 kehrte er nach Connecticut zurück, wo er zwei Jahre später erste Alben auf seinem eigenen Label Daggett vorlegte; insgesamt erschienen bis 1980 acht LPs in Kleinstauflage mit Solo-Improvisationen auf der akustischen Gitarre.
Von 1984 bis 1989 war Connors musikalisch inaktiv und beschäftigte sich mit dem Schreiben von Haikus. 1990 zog er nach New York City; eine Parkinson-Erkrankung veränderte seine musikalische Ausrichtung. Er experimentierte fortan mit langgezogenen E-Gitarre-Produktionen, in denen er mit Rückkopplungs- und Verzerrer-Effekten arbeitete. In den folgenden Jahren kooperierte er u. a. mit Steve Dalachinsky, Keiji Haino, Suzanne Langille, Alan Licht, Thurston Moore und Jim O’Rourke.

## Diskographische Hinweise
- The Lost Mariner (1999), mit Darin Gray
- Unaccompanied Acoustic Guitar Improvisations, Vols. 1-9, 1979–1980
- Portrait of a Soul (2000)
- Little Match Girl (2001)
- This Past Spring (2002)
- The Departing of a Dream (Family Vineyard, 2002)
- Airs 1992–2001 (CD-R, 2003)
- Departing of a Dream (Vol.2 & 3) (Family Vineyard 2003/2004)
- In France (2003), mit Alan Licht
- Arborvitae, mit David Grubbs
- As Roses Bow: Collected Airs 1992–2002
- Night Through: Singles and Collected Works 1976–2004
- Two Nice Catholic Boys (2009), mit Jim O’Rourke
- Curse of Midnight Mary (2009)
- Into the Night Sky
- Hymn of the North Star
- Are You Going to Stop… in Bern? (hatOLOGY, 2010)
- Loren Connors & David Grubbs: Evening Air (2024)
- Loren Connors & Chris Cochrane: Artemesia (2024)